# Karl Felix Wolff
Karl Felix Wolff (Karlstadt, 21 maggio 1879 – Bolzano, 25 novembre 1966) è stato un giornalista, scrittore e antropologo austriaco.
Nelle traduzioni italiane dei suoi libri il suo nome è spesso italianizzato in Carlo Felice Wolff.

## Biografia
Karl Felix Wolff nacque a Karlstadt (oggi Karlovac, in Croazia), il 21 maggio 1879 da Johann Wolff, ufficiale dell'artiglieria austriaca, e da Lucilla von Busetti, discendente di una famiglia nobile italiana, residente in Tirolo meridionale.
Ebbe cinque fratelli maschi, dei quali tre morirono da bambini. Dall'età di due anni visse sempre a Bolzano.
Il padre era uno studioso di sociologia e si occupò personalmente dell'istruzione del figlio, che a 18 anni iniziò la professione di giornalista.
Dopo aver partecipato alla prima guerra mondiale riprese gli studi, nonostante l'ostacolo dato dalle scarse risorse economiche. Frequentò come uditore seminari specialistici a Berlino, Monaco e Vienna, dedicandosi all'antropologia con grande passione.
La sua curiosità per le tradizioni popolari nacque casualmente grazie alle narrazioni di una vecchia signora della Val di Fiemme che lo aveva assistito durante una lunga malattia nel 1887-1888.
Wolff si dedicò a lunghi pellegrinaggi nelle valli, alla ricerca dei narratori e dei frammenti delle leggende ancora esistenti. Familiarizzò con i vari dialetti, studiò abitudini, riti e figure arcaiche, giungendo a produrre scritti che nelle sue intenzioni volevano far rivivere in pieno qualcosa di ormai perduto. Le informazioni sul territorio vennero pubblicate in saggi di carattere scientifico e guide turistiche.
Il fratello Richard illustrò una delle sue raccolte di leggende, che però all'epoca non venne pubblicata.
Nel 1957 l'Università di Innsbruck conferì al Wolff la medaglia d'onore Excellentis in litteris quale riconoscimento per il merito dei suoi studi etnologici e linguistici sulle popolazioni reto-romaniche.
Nel 1960 gli fu conferito a Bolzano il premio letterario Walther von der Vogelweide.
Morì a Bolzano il 25 novembre 1966.

## Idee politiche
Dal punto di vista politico, seppur da posizioni anti-nazionaliste, Wolff aderì agli ideali del Pangermanismo, e collaborò con testate vicine a tale corrente di pensiero. In contrasto con l'irredentismo italiano, rifiutò l'annessione all'Italia della porzione italofona del Tirolo (Trentino), e scrisse dei pezzi giornalistici per "Tiroler Wehr", rivista radicalmente pangermanista, dalla quale tuttavia si ritirò nel momento in cui gli articoli antiitaliani diventarono, a suo parere, eccessivamente violenti. Si occupò precocemente e a lungo della teoria razziale, pubblicando articoli, sino al 1932, nella rivista "Mannus", dalla quale venne però cacciato, con l'avvento del nazismo, per le sue attitudini "pacifiste". Durante l'occupazione tedesca della provincia di Bolzano, nel contesto della Operationszone Alpenvorland del 1943-45, contribuì alla testata nazista Bozner Tagblatt.

## Giudizio critico
Per mancanza di studi scolastici regolari, Wolff fu un etnografo autodidatta, e ciò portò a critiche della sua opera, lui vivente, da parte dei circoli accademici.
Suo merito fu aver raccolto e pubblicato, già prima della Prima guerra mondiale, saghe ladine che - come Wolff stesso dovette constatare amaramente - già pochi anni dopo sarebbero state dimenticate per sempre o non sarebbero più state integralmente comprese, per l'assenza di persone in grado di tramandarle. Tuttavia Wolff si concentrò sulle narrazioni che gli parvero tipicamente ladine, mentre trascurò quelle saghe ladine che sono raccontate anche altrove. Complessivamente, il principale contributo di Wolff alla cultura è stato un notevole incremento quantitativo nella raccolta di leggende dell'Alto Adige.
Tra le critiche rivolte suo metodo di lavoro c'è quella alla sua attitudine alla "ricostruzione" del materiale leggendario ove questo gli paresse contraddittorio o lacunoso. Compito della scienza è oggi individuare ed isolare tali elaborazioni personali dal materiale di tradizione popolare.

## Le opere
Pubblicate in lingua tedesca:
- Monographie der Dolomitenstraße und des von ihr durchzogenen Gebiets. Ein Handbuch für Dolomitenfahrer mit touristischen, geschichtlichen und wissenschaftlichen Erläuterungen. Bolzano 1908.
- Bozner Führer, Bolzano 1910.
- Dolomiten-Sagen. Gesamtausgabe. Sagen und Überlieferungen, Märchen und Erzählungen der ladinischen und deutschen Dolomitenbewohner. Mit zwei Exkursen: Berner Klause und Gardasee. Innsbruck 1913.
- Vom Wein im Etschland. Plaudereien über die Wimmzeit und den Wein nebst einer kleinen Sammlung von Weingeschichten, wie sie in alter Zeit erzählt wurden auf und ab an der Etsch. Bolzano 1925.
- Canazei. Das Zentrum der Dolomiten. Canazei 1927.
- Ortisei. Bolzano (ca. 1930)
- Dolomitenfahrt. Eine Schilderung des Dolomitengebietes mit besonderer Berücksichtigung seines Haupt-Durchzugs-Weges Bolzano (Bozen) - Dobbiaco (Toblach). Bolzano 1931.
- König Laurin und sein Rosengarten. Ein höfisches Märchen aus den Dolomiten. Nach der mittelhochdeutschen Spielmanns-Dichtung "Laurin" und nach verschiedenen Volkssagen in freier Bearbeitung. Bolzano 1932.
- Alt-Völker Tirols. Eine grundsätzliche Stellungnahme zu den wichtigsten Fragen der heimischen Völkergeschichte in gemeinverständlicher Darlegung. Bolzano 1951.
- Der Ritter mit den Herbstzeitlosen. Höfisches Märchen aus den Toblacher Dolomiten. Nach alten Sagen und Überlieferungen der Dolomitenbewohner zusammengestellt und wiedergegeben. Bressanone 1963.
- Abendland und Morgenland. Ein Einblick in die Probleme der neuesten Altertums- und Kulturforschung. Bolzano 1964.

Le traduzioni italiane selezionano e/o raggruppano leggende pubblicate originariamente in diversi libri.
- I monti pallidi. Storie e leggende delle Dolomiti, trad. di Clara Ciraolo, Mondadori, Milano, 1925;  Cappelli, Bologna, 1948; Mursia, Milano, 2016
- Il regno dei Fanes. Nuove leggende delle Dolomiti, Cappelli, Bologna, 1943; Mursia, Milano, 2013
- Ultimi Fiori delle Dolomiti, Cappelli, Bologna, 1953
- L'anima delle Dolomiti, trad. di Clara Ciraolo, Cappelli, Bologna, 1967
- Rododendri bianchi delle Dolomiti, trad. di Rosetta Infelise Fronza, Ersilia Baroldi Calderara, Cappelli, Bologna, 1989; Mursia, Milano, 2018